# Françoise Macchi
Françoise Macchi, francoska alpska smučarka, * 12. julij 1951, Le Chenit, Švica.
Nikoli ne nastopila na olimpijskih igrah, ob edinem nastopu na svetovnih prvenstvih leta 1970 je osvojila bronasto medaljo v veleslalomu. V svetovnem pokalu je tekmovala pet sezon med letoma 1968 in 1972 ter dosegla deset zmag in še deset uvrstitev na stopničke. V skupnem seštevku svetovnega pokala se je najvišje uvrstila na drugo mesto v letih 1970 in 1972. Leta 1970 je osvojila veleslalomski mali kristalni globus, leta 1972 je bila druga v slalomskem, leta 1971 pa tretja v smukaškem seštevku.
Njen mož Jean-Noël Augert je nekdanji alpski smučar.